# Lara Colturi
Lara Colturi (nacida el 15 de noviembre de 2006) es una esquiadora alpina italiana naturalizada albanesa que se especializa en eventos técnicos y de velocidad. Ganó la Copa Sudamericana de Esquí Alpino de 2022.

## Biografía

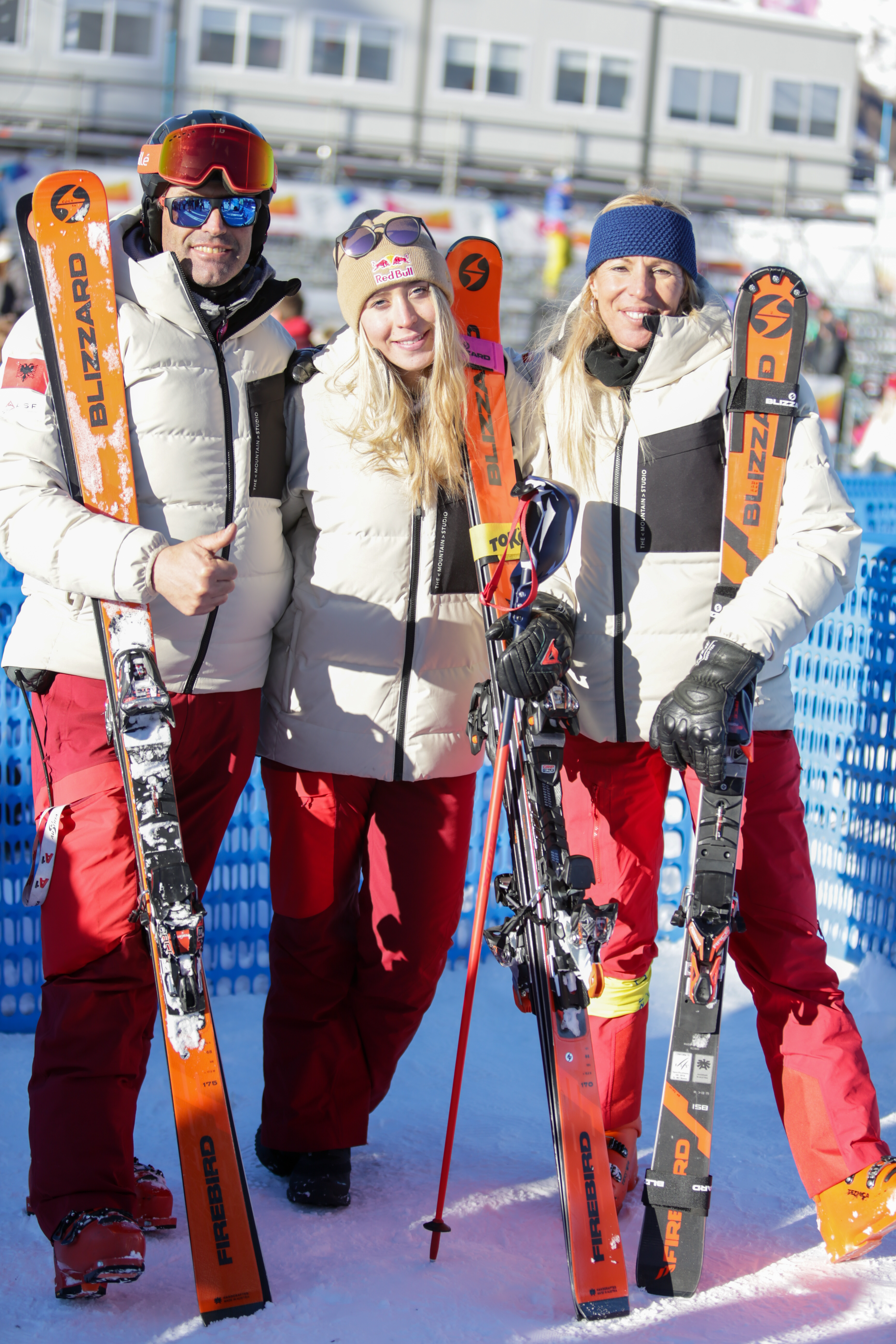
Colturi con sus padres

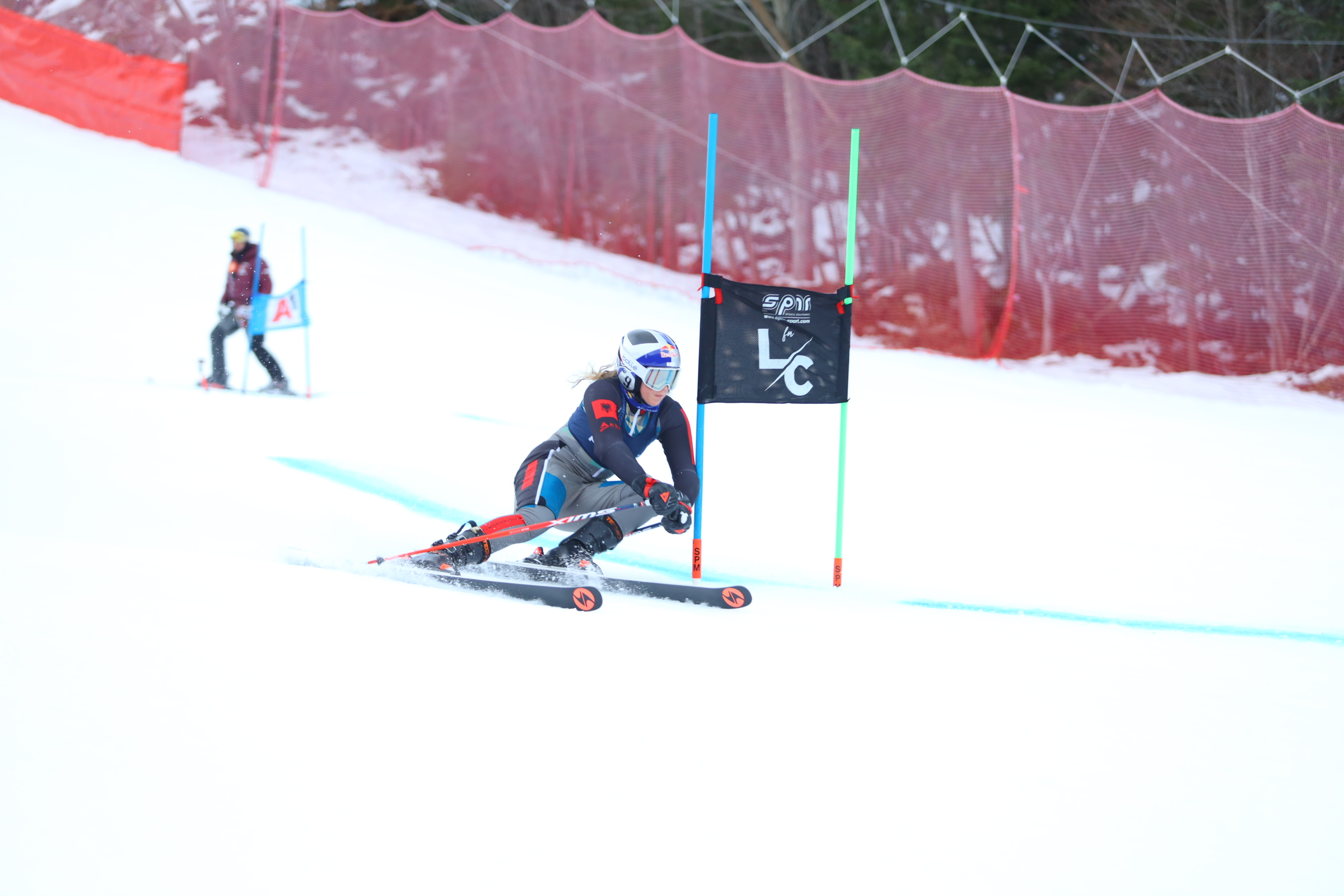
Colturi en acción en enero de 2023

Lara Colturi es hija de la ex campeona olímpica Daniela Ceccarelli y del entrenador de esquí Alessandro Colturi. Nació en Turín y creció en Cesana Torinese, en el valle de Susa. Tiene un hermano menor, Yuri.
Su madre comenzó a asesorar a la Federación Albanesa de Esquí en 2020 y se convirtió en Directora Técnica de su equipo alpino femenino la temporada siguiente. En mayo de 2022, Colturi recibió una afiliación de la FIS a la ASF y comenzó a representar a Albania a nivel internacional.
Colturi ganó los títulos de la general, el eslalon, el eslalon gigante y la combinada alpina en la Copa Sudamericana de Esquí Alpino. Hizo su debut en la Copa del Mundo el 22 de octubre de 2022 en Sölden, Austria.
El 19 de noviembre de 2022, durante la Copa del Mundo de Esquí Alpino de 2023, Colturi debutó en eslalon en Levi, Finlandia, quedándose fuera de la clasificación para la segunda serie. Terminó 17ª la semana siguiente en el eslalon gigante, ganando sus primeros puntos en la Copa del Mundo de Esquí Alpino.
Colturi fue el tercer medallista de oro más joven de la historia en el Campeonato Mundial Junior de 2023, en St. Anton, Austria (Super-G).
El 7 de febrero de 2023, Lara se rompió el ligamento cruzado de la rodilla derecha mientras entrenaba. Menos de nueve meses después, regresó a las carreras de esquí de la Copa del Mundo en Sölden (eslalon gigante) el 28 de octubre de 2023.

## Resultados de la Copa del Mundo

### Clasificación de la temporada
| Estación | Edad | En general | Slalom | Eslalon gigante | Super-G | Downhill |
| -------- | ---- | ---------- | ------ | --------------- | ------- | -------- |
| 2023     | 16   | 78         | 50     | 30              | —       | —        |
| 2024     | 17   | 45         | 25     | 22              | —       | —        |
| 2025     | 18   | 8          | 10     | 5               | —       | —        |

### Podios de carrera
- victorias
- 3 podios (2 GS, 1 SL), 11 top ten (7 GS, 4 SL)

| Estación | Fecha                   | Ubicación                | Disciplina      | Lugar   |
| -------- | ----------------------- | ------------------------ | --------------- | ------- |
| 2025     | 23 de noviembre de 2024 | Gurgl, Austria           | Slalom          | Segundo |
| 2025     | 4 de enero de 2025      | Kranjska Gora, Eslovenia | Eslalon gigante | Segundo |
| 2025     | 8 de marzo de 2025      | Åre, Suecia              | Eslalon gigante | Tercero |

## Resultados del Campeonato Mundial
| Año  | Edad | Slalom                 | Eslalon gigante        | Súper-G                | Downhill               | Equipo Combinado       | Evento por equipos     |
| ---- | ---- | ---------------------- | ---------------------- | ---------------------- | ---------------------- | ---------------------- | ---------------------- |
| 2023 | 16   | Lesionada, no compitió | Lesionada, no compitió | Lesionada, no compitió | Lesionada, no compitió | Lesionada, no compitió | Lesionada, no compitió |
| 2025 | 18   | DNF1                   | 7                      | —                      | —                      | —                      | —                      |

## Resultados de la Copa Sudamericana
Colturi ha ganado una Copa Sudamericana y tres clasificaciones de especialidades.
- Copa Sudamericana de Esquí Alpino
  - En general: 2022
  - Slalom: 2022
  - Slalom gigante: 2022
  - Combinado: 2022

## Resultados del Campeonato Mundial Juvenil
| Año  | Edad | Slalom | Eslalon gigante   | Súper-G        | Downhill |
| ---- | ---- | ------ | ----------------- | -------------- | -------- |
| 2023 | 16   | —      | Medalla de bronce | Medalla de oro | 4        |
| 2025 | 17   | DNF2   | Medalla de bronce | —              | —        |